# اوریگنیشن

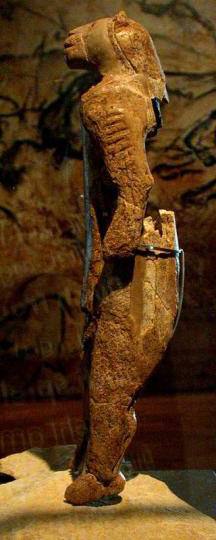
«مرد شیری» تندیسی مربوط به ۳۲٬۰۰۰ سال پیش باقی‌مانده از فرهنگ اوریگنشین است و کهن‌ترین تندیس جانوری انسان‌دیس پیدا شده در جهان به‌شمار می‌رود.

فرهنگ اوریگنیشن یا اورین‌ییشن (به انگلیسی: Aurignacian) فرهنگی باستان‌شناسانه از دوره پارینه‌سنگی نوین بود که در اروپا و جنوب غربی آسیا یافت می‌شد. این فرهنگ برای دوره طولانی میان ۴۵٬۰۰۰ تا ۳۵٬۰۰۰ سال پیش (بر پایه تازه‌ترین زمان‌سنجی‌های کربنی این زمان میان ۴۷٬۰۰۰ تا ۴۱٬۰۰۰ سال پیش بوده) وجود داشته‌است. نام «اوریگنیشن» برگرفته از نام شهرک اورینیاک (Aurignac) در منطقه اوت-گارون فرانسه است.
قدیمی‌ترین هنر ماقبل تاریخ به صورت فیگوراتیو با نام ونوس هول فلس از این فرهنگ به دست آمده. این تندیس در سال ۲۰۰۸ در غاری در شلکلینگن، ایالت بادن-وورتمبرگ آلمان پیدا شد.

## ویژگی‌های اصلی

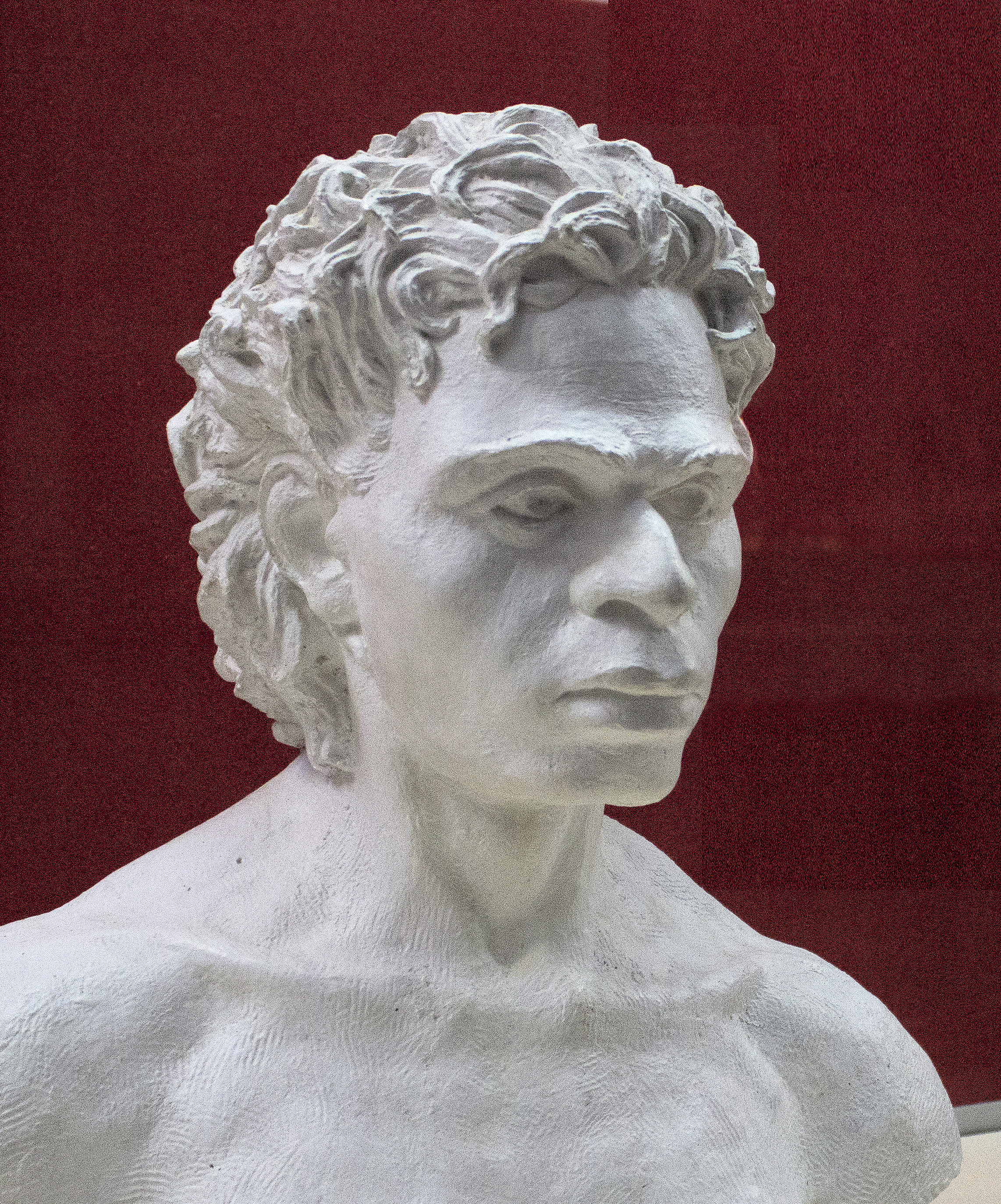
بازسازی مجسمه هومو ساپینس

صنعت ابزارسازی در تمدن اوریگنیشن بر پایه بهره‌گیری از استخوان جانوران یا شاخ گوزن بوده‌است. چاقوها و تراشه‌های تیز آن‌ها بیشتر سنگ‌های به صورت طبیعی تیز شده بودند تا تراشه‌های سنگی. مردمان این تمدن همچنین بعضی از نخستین غارنگاره‌های شناخته‌شده در تاریخ را به وجود آوردند. نگاره‌های غار شووه در جنوب فرانسه از این نمونه‌ها هستند. آن‌ها همچنین می‌توانستند گردن‌آویز، دست‌بند، مهره‌های عاجین، و تندیس‌های سه‌بعدی بسازند
طی دوره پارینه‌سنگی پسین از ۴۰۰۰۰ تا ۲۹۰۰۰ سال پیش فرهنگ اوریگنیشن در اروپای مرکزی و شام رواج داشت. البته آثار آن در اروپای شرقی و اروپای جنوبی شامل روسیه، یونان، شبه جزیره ایتالیا و غرب ایبری کمیاب و نادر است. این فرهنگ قدیمی‌ترین فرهنگی است که در اروپا به‌طور قطع با انسان خردمند امروزین ارتباط دارد. این فرهنگ دارای آثار هنری، خاکسپاری، روابط پیچیده اجتماعی و تجارت بوده‌است. همچنین ابزارهای تیغه ای پیچیده‌ای می‌ساخته‌است و موفق شده در دوره ای که هوا بشدت سرد و خشک بوده با محیط سازگاری یابد.

## نگارخانه

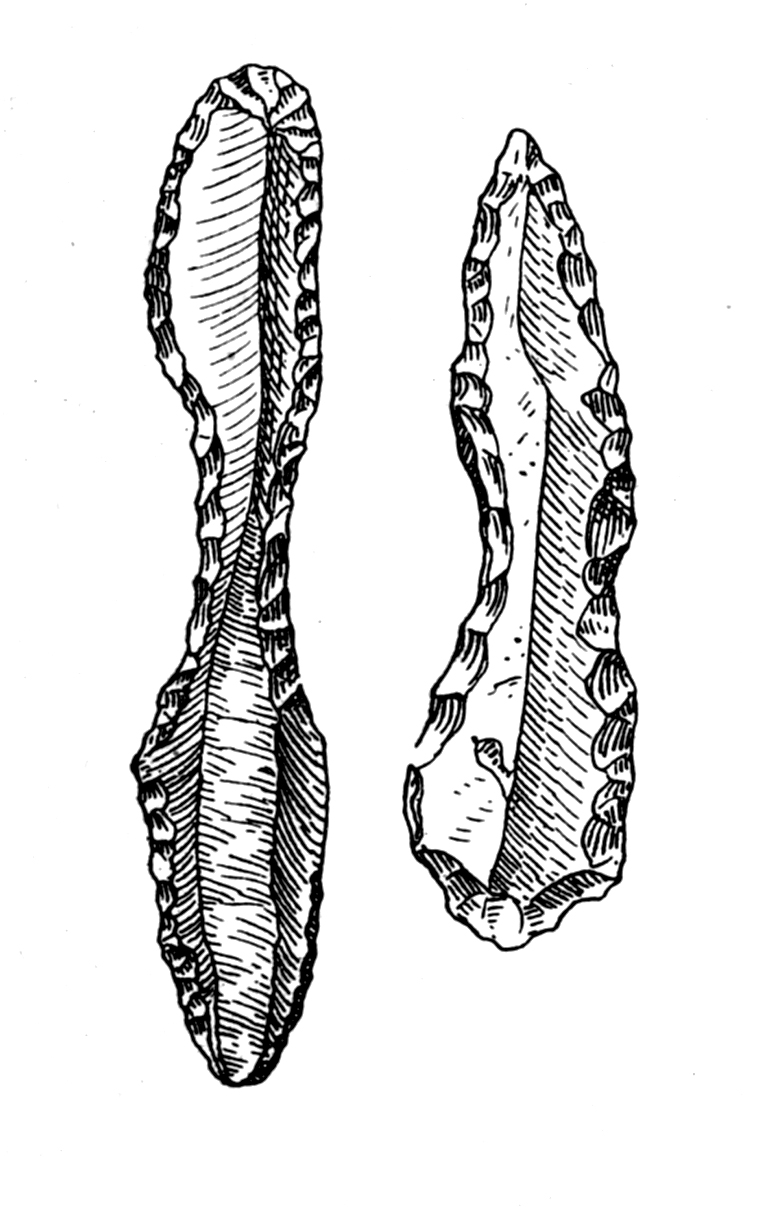
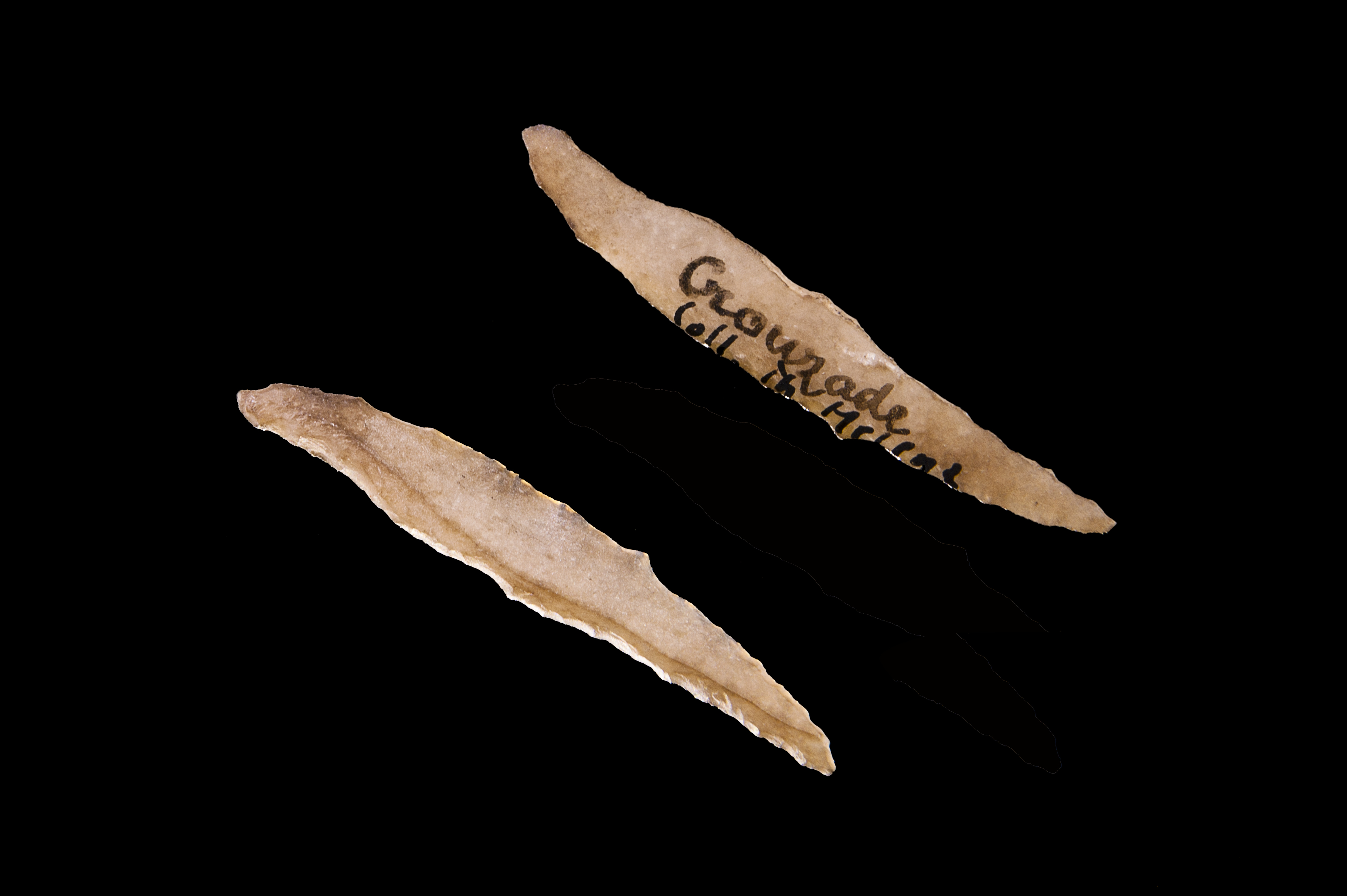
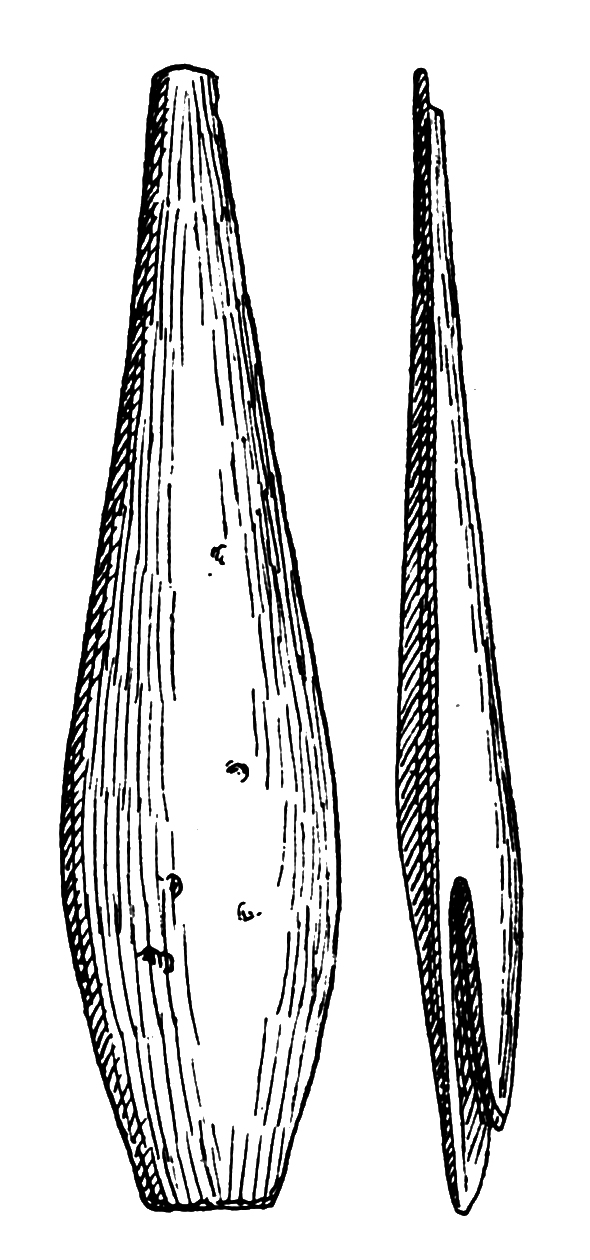